# (3703) Volkonskaya
(3703) Volkonskaya es un asteroide perteneciente al cinturón de asteroides, descubierto el 9 de agosto de 1978 por la astrónoma soviética Liudmila Chernyj desde el Observatorio Astrofísico de Crimea (República de Crimea), Rusia).

## Designación y nombre
Designado provisionalmente como  1978 PU3. Fue nombrado Volkonskaya en honor a la condesa rusa Mariya Volkonskaya.